# Balthazar Pierret
Balthazar Pierret, né le 15 mai 2000 à Cormeilles-en-Parisis, est un footballeur français qui joue au poste milieu défensif à l'US Lecce.

## Biographie

### Carrière
Le 22 juin 2022, Balthazar Pierret signe un contrat d'un an avec US Quevilly Rouen, avec possibilité de prolongation pour une deuxième année. Pierret fait ses débuts avec Quevilly Rouen lors d'un match amical face au Paris Saint-Germain (défaite 2-0) le 15 juillet 2022.
Le 16 juin 2024, Balthazar Pierret s'engage avec l'US Lecce. Le milieu de terrain français signe un contrat jusqu'à juin 2027 avec possibilité de renouvellement pour la saison suivante.
En août 2024, il fait ses débuts en Serie A.